# Rideau de bulles
Un rideau de bulles est une barrière formée par un flux sous-marin de bulles montant vers la surface de l'eau pour faire obstacle à des ondes, des particules ou à des contaminants transitant par le site. 

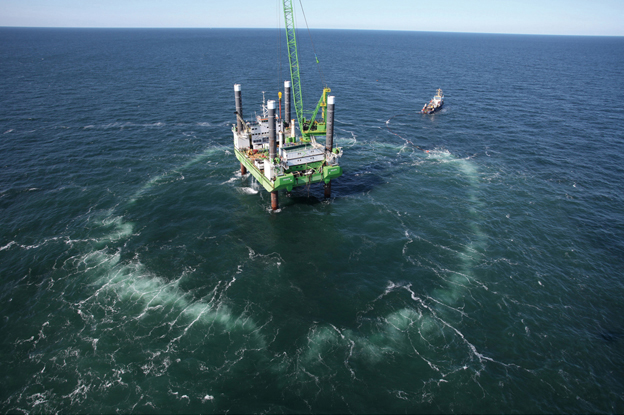
Rideau à bulles utilisé lors de l'installation de pieux dans le parc éolien offshore allemand Borkum West-2.

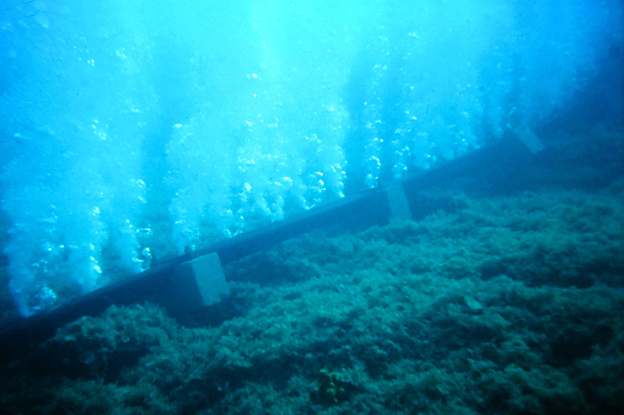
Tuyau d'air d'un prototype de rideau à bulles.